# Otoblastus luteomarginatus
Otoblastus luteomarginatus là một loài tò vò trong họ Ichneumonidae.